# (48415) Dehio
(48415) Dehio ist ein Asteroid des Hauptgürtels, der von dem deutschen Astronomen Freimut Börngen am 21. August 1987 an der Thüringer Landessternwarte Tautenburg (IAU-Code 033) entdeckt wurde.
Der Himmelskörper wurde nach dem deutschen Kunsthistoriker Georg Dehio (1850–1932) benannt, dessen nach ihm benanntes Handbuch der deutschen Kunstdenkmäler erstmals 1905 erschien und bis zum heutigen Tage regelmäßig überarbeitet wird. Die Benennung des Asteroiden erfolgte am 18. März 2003.